# Pilichowo (gromada)
Pilichowo – dawna gromada, czyli najmniejsza jednostka podziału terytorialnego Polskiej Rzeczypospolitej Ludowej w latach 1954–1972.
Gromady, z gromadzkimi radami narodowymi (GRN) jako organami władzy najniższego stopnia na wsi, funkcjonowały od reformy reorganizującej administrację wiejską przeprowadzonej jesienią 1954 do momentu ich zniesienia z dniem 1 stycznia 1973, tym samym wypierając organizację gminną w latach 1954–1972.
Gromadę Pilichowo z siedzibą GRN w Pilichowie utworzono – jako jedną z 8759 gromad na obszarze Polski – w powiecie aleksandrowskim w woj. bydgoskim, na mocy uchwały nr 24/1 WRN w Bydgoszczy z dnia 5 października 1954. W skład jednostki weszły obszary dotychczasowych gromad Pilichowo, Leonowo i Szalonki, ponadto miejscowość Bełszewo kolonia dotychczasowej gromady Bełszewo oraz miejscowość Latkowo PGR z dotychczasowej gromady Latkowo ze zniesionej gminy Osięciny, w tymże powiecie. Dla gromady ustalono 19 członków gromadzkiej rady narodowej.
1 stycznia 1956 gromada weszła w skład nowo utworzonego powiatu radziejowskiego w tymże województwie.
Gromadę zniesiono 31 grudnia 1959, a jej obszar włączono do gromad Osięciny (wieś Pilichowo i kolonia Bełszewo), Kościelna Wieś (wsie Leonowo i Szalonki) i Płowce (wieś Latkowo) w tymże powiecie.